# Ливозеро (озеро, Карелия)
Ли́возеро — пресноводное озеро на территории Пяльмского сельского поселения Пудожского района Республики Карелии.

## Общие сведения
Озеро принадлежит к бассейну Балтийского моря, расположено на водосборе реки Пяльма.
Поверхностные притоки отсутствуют, сток через болотце в озеро Челмозеро.
Средняя амплитуда колебания уровня составляет 0,6 м.
Рыба: окунь, плотва, щука, ёрш.